# تاینسبرو (ماساچوست)
تاینسبرو، ماساچوست
تاینسبرو (به انگلیسی: Tyngsborough) شهرکی در شهرستان میدلسکس ایالت ماساچوست می‌باشد که در سال ۱۸۰۹ بنیان‌گذاری شده‌است. این شهرک در سرشماری سال ۲۰۱۰ میلادی، ۱۱٬۲۹۲ نفر جمعیت داشته‌است.